# حمایت اجتماعی

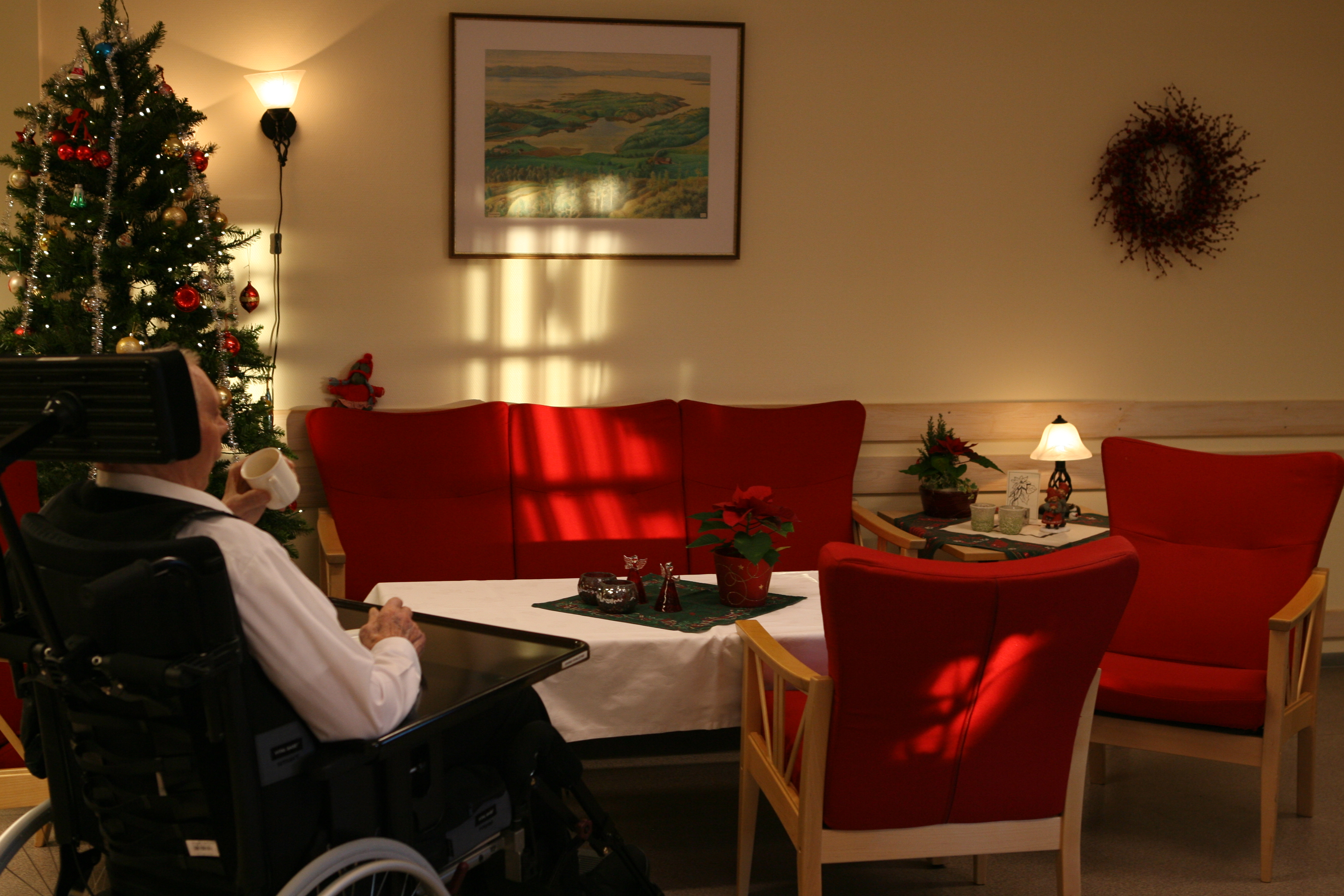
پیرمردی در آسایشگاه سالمندان در نروژ

حمایت اجتماعی (به انگلیسی:Social support) به سادگی میزان دسترسی یک فرد به یک شبکه اجتماعی حمایت‌کننده و دسترسی به کمک و یاری از دیگر افراد تعریف می‌شود. این حمایت می‌تواند به صورتی ادراکی یا به نحوی عملی و واقعی باشد. منابع حمایتی می‌تواند عاطفی و احساسی (مثلاً تربیت و مهرورزی)، اطلاعاتی (مثلاً توصیه و مشاوره) یا همراهی و همیاری (مثلاً احساس تعلق) باشد. حمایت اجتماعی می‌تواند به نحوی ملموس (مثلاً کمک مالی) یا ناملموس (مثلاً توصیه شخصی) انجام شود. حمایت اجتماعی می‌تواند از منابع مختلفی مانند خانواده، دوستان، حیوانات خانگی، همسایگان، همکاران، سازمان‌ها و غیره باشد.
حمایت اجتماعی ارائه شده توسط دولت ممکن است در برخی کشورها به عنوان کمک‌های عمومی (به انگلیسی:public aid) شناخته شود.
حمایت اجتماعی در طیف وسیعی از رشته‌ها از جمله روان‌شناسی، علوم ارتباطات، پزشکی، جامعه‌شناسی، پرستاری، بهداشت عمومی، آموزش، توان‌بخشی و مددکاری اجتماعی مورد مطالعه قرار می‌گیرد. حمایت اجتماعی با مزایای بسیاری هم برای سلامت جسمی و هم برای سلامت روانی مرتبط است، اما بعضی از انواع «حمایت‌های اجتماعی» (مثلاً غیبت کردن در مورد دوستان خود) همیشه سودمند نیست.
نظریه‌ها و مدل‌های حمایت اجتماعی به عنوان مطالعات دانشگاهی فشرده در دهه‌های ۱۹۸۰ و ۱۹۹۰ میلادی رایج بودند، و با توسعه مدل‌های مراقبتی و پرداختی (به انگلیسی:caregiver and payment models)، و نظام‌های حمایتی محول کردن حمایت به جامعه (به انگلیسی:community delivery systems) در ایالات متحده و در سراسر جهان ارتباط دارند. دو مدل اصلی برای توصیف ارتباط بین حمایت اجتماعی و سلامت ارائه شده‌است: فرضیه بافرینگ (به انگلیسی:buffering hypothesis) و فرضیه اثرات مستقیم (به انگلیسی:direct effects hypothesis). تفاوت‌های جنسیتی و فرهنگی در میزان حمایت اجتماعی در زمینه‌هایی مانند آموزش «که در آن ممکن است برای سن، ناتوانی، درآمد و موقعیت اجتماعی، قومی و نژادی، یا سایر عوامل مهم کنترلی نشود» یافت شده‌است.